# Markinsenis Peak
Markinsenis Peak är en bergstopp i Antarktis. Den ligger i Östantarktis. Nya Zeeland gör anspråk på området. Toppen på Markinsenis Peak är 1 790 meter över havet.
Terrängen runt Markinsenis Peak är kuperad västerut, men österut är den platt. Trakten är obefolkad. Det finns inga samhällen i närheten.